# ソマリア沖2008年11月11日の事件
ソマリア沖2008年11月11日の事件（ソマリアおき2008ねん11がつ11にちのじけん）は、ソマリア沖アデン湾においてソマリア沖の海賊とイギリス海軍、ロシア海軍合同部隊との間で発生した海戦である。

## 概要
2008年に入り、ソマリア沿岸での海賊被害は急増しNATOとロシア連邦軍は共同でアデン湾を含む周辺海域を航行する船舶に対して護衛を実施することとなった。そのような状況であるなか11月11日、ソマリア海賊はダウ船とスキッフを用いてアデン湾を航行中のデンマーク籍の貨物船「パワフル」号を襲撃した。

## 行動
ソマリア海賊は2回にわたり小銃で射撃しつつ貨物船「パワフル」号に乗り込もうとした。しかし、その試みは船員の抵抗によって撃退され、周辺を警戒中の合同艦隊に救援を要請した。
通報を受けたロシア海軍警備艦「FF712 ネウストラシムイ」は他のデンマーク船会社所有の貨物船団を護衛中であり、艦載していたKa-27を先行して発艦させ現場へ急行させた。
イギリス海軍の22型フリゲート「F85 カンバーランド」は艦載していたリンクスを飛行させつつ、海賊の行動を阻止すべくダウ船の追跡を開始した。やがてダウ船に追いつき停船を命じたが海賊側はこれに応じず、カンバーランドは進路を妨害しつつ臨検するためイギリス海兵隊コマンド隊員が搭乗した2隻のRHIBをダウ船に接近させた。
接近途中、ダウ船からリンクスに対して銃撃が行なわれイギリス軍側はこれに応戦した。これにより海賊2人を射殺、1人に重傷を負わせ（後に死亡）ダウ船は捕獲された。